# Cochlodina
Cochlodina is een geslacht van slakken uit de familie van de Clausiliidae.

## Soorten
De volgende soorten zijn bij het geslacht ingedeeld:
- Cochlodina bidens (Linnaeus, 1758)
- Cochlodina cerata (Rossmässler, 1836)
- Cochlodina comensis (L. Pfeiffer, 1850)
- Cochlodina costata (C. Pfeiffer, 1828)
- Cochlodina dubiosa (Clessin, 1882)
- Cochlodina esuae H. Nordsieck, 2013 †
- Cochlodina fimbriata (Rossmässler, 1835)
- Cochlodina inaequalis (A. Schmidt, 1868)
- Cochlodina kuesteri (Rossmässler, 1836)
- Cochlodina laminata (Montagu, 1803)
- Cochlodina liburnica (A. J. Wagner, 1919)
- Cochlodina marisi (A. Schmidt, 1868)
- Cochlodina meisneriana (Shuttleworth, 1843)
- Cochlodina oppoliensis H. Nordsieck, 1981 †
- Cochlodina orthostoma (Menke, 1828)
- Cochlodina perforata (O. Boettger, 1877) †
- Cochlodina prolaminata (Sacco, 1889) †
- Cochlodina reinensis Harzhauser & Neubauer in Harzhauser et al., 2014 †
- Cochlodina triloba (O. Boettger, 1878)

### Synoniemen
- Cochlodina (Cochlodina) A. Férussac, 1821 => Cochlodina A. Férussac, 1821
- Cochlodina (Cochlodina) dubiosa (Clessin, 1882) => Cochlodina dubiosa (Clessin, 1882)
- Cochlodina (Cochlodina) inaequalis (A. Schmidt, 1868) => Cochlodina inaequalis (A. Schmidt, 1868)
- Cochlodina (Cochlodina) laminata (Montagu, 1803) => Cochlodina laminata (Montagu, 1803)
- Cochlodina (Cochlodinastra) H. Nordsieck, 1977 => Cochlodina A. Férussac, 1821
- Cochlodina (Cochlodinastra) comensis (L. Pfeiffer, 1850) => Cochlodina comensis (L. Pfeiffer, 1850)
- Cochlodina (Miophaedusa) H. Nordsieck, 1972 † => Cochlodina A. Férussac, 1821
- Cochlodina (Miophaedusa) oppoliensis H. Nordsieck, 1981 † => Cochlodina oppoliensis H. Nordsieck, 1981 †
- Cochlodina (Miophaedusa) perforata (O. Boettger, 1877) † => Cochlodina perforata (O. Boettger, 1877) †
- Cochlodina (Miophaedusa) reinensis Harzhauser & Neubauer in Harzhauser et al., 2014 † => Cochlodina reinensis Harzhauser & Neubauer in Harzhauser et al., 2014 †
- Cochlodina (Paracochlodina) H. Nordsieck, 1969 => Cochlodina A. Férussac, 1821
- Cochlodina (Paracochlodina) cerata (Rossmässler, 1836) => Cochlodina cerata (Rossmässler, 1836)
- Cochlodina (Paracochlodina) marisi (A. Schmidt, 1868) => Cochlodina marisi (A. Schmidt, 1868)
- Cochlodina (Paracochlodina) orthostoma (Menke, 1828) => Cochlodina orthostoma (Menke, 1828)
- Cochlodina (Procochlodina) H. Nordsieck, 1969 => Cochlodina A. Férussac, 1821
- Cochlodina (Procochlodina) bidens (Linnaeus, 1758) => Cochlodina bidens (Linnaeus, 1758)
- Cochlodina (Procochlodina) esuae H. Nordsieck, 2013 † => Cochlodina esuae H. Nordsieck, 2013 †
- Cochlodina (Procochlodina) kuesteri (Rossmässler, 1836) => Cochlodina kuesteri (Rossmässler, 1836)
- Cochlodina (Procochlodina) meisneriana (Shuttleworth, 1843) => Cochlodina meisneriana (Shuttleworth, 1843)
- Cochlodina (Procochlodina) prolaminata (Sacco, 1889) † => Cochlodina prolaminata (Sacco, 1889) †
- Cochlodina (Stabilea) De Betta, 1870 => Cochlodina A. Férussac, 1821
- Cochlodina (Stabilea) costata (C. Pfeiffer, 1828) => Cochlodina costata (C. Pfeiffer, 1828)
- Cochlodina (Stabilea) fimbriata (Rossmässler, 1835) => Cochlodina fimbriata (Rossmässler, 1835)
- Cochlodina (Stabilea) liburnica (A. J. Wagner, 1919) => Cochlodina liburnica (A. J. Wagner, 1919)
- Cochlodina (Stabilea) triloba (O. Boettger, 1878) => Cochlodina triloba (O. Boettger, 1878)